# ABC (canción)
«ABC» es una canción del grupo The Jackson Five. Fue lanzada el 24 de febrero de 1970 como primer sencillo del álbum homónimo ABC, la canción logró alcanzar el número 1 en la lista Billboard Hot 100. "ABC" fue escrita con el mismo diseño de «I Want You Back in My Arms», y fue escuchada en American Bandstand en febrero de 1970.
Como la mayoría de los otros éxitos de The Jackson Five, "ABC" fue escrita y producida por The Corporation, un equipo compuesto por Motown Berry Gordy, Freddie Perren, Alphonzo Mizell, y Deke Richards y grabado en Los Ángeles, California, lejos del antiguo Motown Hitsville Studio, en Detroit, Míchigan.

## Lista de posiciones
| Listas de (1970)              | Pico de posiciones |
| ----------------------------- | ------------------ |
| UK Singles Chart              | 8                  |
| US Billboard Hot 100          | 1                  |
| Lista de (2009)               | Pico de posiciones |
| Australian ARIA Singles Chart | 43                 |
| Irish Singles Chart           | 38                 |
| UK Singles Chart              | 50                 |